# Winchester Model 1907
Winchester Model 1907 (рус. Винчестер М1907) — американская самозарядная винтовка, разработанная Томасом Кросли Джонсоном и выпускавшаяся компанией Winchester Repeating Arms Company с 1907 года. В отличие от предыдущей модели M1905, изначально создавалась под новый мощный патрон .351 SL для охоты на среднюю дичь и полицейского применения. Она стала улучшенной версией прошлой модели. Основные модификации включали варианты с магазинами на 5, 10 и 15 патронов, а также специальную версию "Police Rifle" с возможностью крепления штык-ножа.

## История создания
Исходная модель Winchester Model 1905 использовала относительно слабые патроны .32 SL и .35 SL, которые демонстрировали недостаточную эффективность при охоте на оленей даже на близких дистанциях. Это побудило инженеров компании разработать более мощный боеприпас.
В 1907 году был представлен новый патрон .351 SL с улучшенными характеристиками:
- Начальная скорость пули: 570 м/с
- Дульная энергия: 1900 Дж

Однако даже с новым боеприпасом винтовка сохранила ограничения по эффективной дальности при охоте на крупную дичь, что повлияло на её рыночную судьбу. Параллельно с разработкой патрона велось создание новой винтовки с усиленной конструкцией, способной выдерживать повышенные нагрузки.

## Боевое применение
Winchester Model 1907 применялся в следующих военных конфликтах:
Первая мировая война (1914-1918):
- Франция закупила около 2,800 винтовок для вооружения экипажей боевых аэростатов и самолётов [4]
- Использовался французскими колониальными войсками в Марокко (1915-1916)[5]
- Использовался Великобританией[6]

- Состоял на вооружении Российской Империи несколько лет(1916)[7]

- Использовался во многих странах для противостояния полиции [8] [9]

## Критика
Winchester Model 1907 вызывал противоречивые оценки у специалистов и пользователей своего времени. 
Конструктивные решения
Конструктор Томас Кросли Джонсон применил для мощного патрона .351 SL необычное решение - массивный свободный затвор весом около 1,1 кг. Как отмечал оружейный эксперт Гарри Джеймс: "При стрельбе из .351 версии отдача ощутимо бьёт по плечу - это была плата за простоту конструкции". Французские военные попытались адаптировать винтовку для нужд окопной войны, создав модификацию с возможностью автоматического огня и 20-зарядными магазинами.
Рыночное позиционирование
По данным журнала American Rifleman, стоимость винтовки в 25-35 долларов (в ценах 1907 года) и дороговизна боеприпасов делали её менее привлекательной по сравнению с болтовыми аналогами. Филип Шрайер из Национального музея оружия США подчёркивал: "Модель 1907 появилась за год до принятия на вооружение винтовки Мондрагона, опередив военные разработки".
Сравнение с другими моделями
Журналист Майк Вентурино отмечал определённое сходство с более поздней M1 Carbine (оба проекта Winchester), хотя механизмы принципиально отличались. В отличие от Model 1905 под слабые патроны, Model 1907 получила полноценный охотничий боеприпас, но после Первой мировой войны предпочтение стали отдавать привычным болтовым системам.
Историческая судьба
За полвека производства было выпущено около 50-60 тысяч экземпляров. Основными покупателями стали полицейские департаменты и охотники на среднюю дичь. Производство окончательно прекратили в конце 50-х годов XX века, когда рынок окончательно перешёл на современные системы.
 

## Патенты
Основная конструкция Winchester Model 1907 защищена патентом США №681481, выданным 27 августа 1901 года и зарегистрированным на имя Томаса Кросли Джонсона — ведущего оружейного конструктора компании Winchester. Первоначально данный патент использовался для защиты конструкции модели 1903 под патрон кольцевого воспламенения .22 калибра, но впоследствии был применён ко всей линейке самозарядных винтовок Winchester, включающей:
- Model 1905 (.32SL/.35SL)
- Model 1907 (.351SL)
- Model 1910 (.401SL)

Ключевые особенности конструкции:
- Уникальный механизм свободного затвора с усиленной возвратной пружиной
- Расположение магазина перед спусковой скобой
- Система экстракции гильз с плунжерным эжектором
- Модульная схема сборки для калибровых модификаций[12]